# 677

## Събития
- В морската битка при Сулайем византийците разгромяват арабския флот благодарение на новосъздаденото оръжие гръцки огън.